# Бримсон (Міссурі)
Бримсон (англ. Brimson) — селище (англ. village) в США, в окрузі Ґранді штату Міссурі. Населення — 50 осіб (2020).

## Географія
Бримсон розташований за координатами 40°8′42″ пн. ш. 93°44′18″ зх. д. / 40.14500° пн. ш. 93.73833° зх. д. (40.144945, -93.738397).  За даними Бюро перепису населення США в 2010 році селище мало площу 0,23 км², уся площа — суходіл.

## Демографія
Згідно з переписом 2010 року, у селищі мешкали 63 особи в 30 домогосподарствах у складі 22 родин. Густота населення становила 280 осіб/км².  Було 34 помешкання (151/км²).
Расовий склад населення:
| - 100,0 % — білих |

До двох чи більше рас належало 0,0 %. Частка іспаномовних становила 0,0 % від усіх жителів.
За віковим діапазоном населення розподілялося таким чином: 14,3 % — особи молодші 18 років, 66,7 % — особи у віці 18—64 років, 19,0 % — особи у віці 65 років та старші. Медіана віку мешканця становила 45,8 року. На 100 осіб жіночої статі у селищі припадало 103,2 чоловіків;  на 100 жінок у віці від 18 років та старших — 100,0 чоловіків також старших 18 років.
Середній дохід на одне домашнє господарство  становив 22 948 доларів США (медіана — 20 625), а середній дохід на одну сім'ю — 27 447 доларів (медіана — 23 750). За межею бідності перебувало 38,1 % осіб, у тому числі 41,7 % дітей у віці до 18 років та 55,0 % осіб у віці 65 років та старших.
Цивільне працевлаштоване населення становило 20 осіб. Основні галузі зайнятості: будівництво — 30,0 %, роздрібна торгівля — 20,0 %, виробництво — 15,0 %, освіта, охорона здоров'я та соціальна допомога — 15,0 %.